# Castagnari
Fondata nel 1914 da Giacomo Castagnari, la Castagnari è la più importante casa produttrice di Fisarmonica diatonica italiana. La ditta, che ha sede a Recanati, ancora oggi produce organetti artigianalmente. Negli anni '70, dopo un periodo di abbandono dello strumento diatonico a favore della fisarmonica cromatica, i Castagnari riprendono la produzione "ripartendo dallo stato evolutivo in cui l'organetto si era fermato" riportandolo in auge e apportando miglioramenti al fine di renderlo uno strumento adatto a tutti i generi musicali.